# Ctenolimnophila alpina
Ctenolimnophila alpina là một loài ruồi trong họ Limoniidae. Chúng phân bố ở miền Australasia.